# Bradford-on-Avon
Bradford-on-Avon är en stad och civil parish i Wiltshire, England vid floden Bristol Avon, strax sydöst om Bath. Bradford-on-Avon är en mycket gammal stad. Saint Lawrencekyrkan i staden från 900-talet är en av Englands få fullständigt bevarade byggnader från förnormandisk tid.